# Krarupkabel

Zwecks Erhöhung des Induktivitätsbelags mit Eisen oder Mu-Metall umwickelte Seekabel-Ader

Als Krarupkabel wird eine spezielle, historische Konstruktion für bespulte Fernleitungen der Nachrichtentechnik aus der Zeit ab 1900 bezeichnet. Benannt ist es nach dem dänischen Bauingenieur Carl Emil Krarup.

## Geschichte
1893 hatte der Engländer Oliver Heaviside durch Untersuchungen die Möglichkeit entdeckt, durch die künstliche Erhöhung der Induktivität der Fernsprechkabel die Dämpfung zu verringern. Der Franzose Aimé Vaschy war unabhängig zu gleichen Ergebnissen gekommen. Etwa gleichzeitig mit den Versuchen Mihajlo Pupins in Amerika, diese Ideen durch Einfügen von Induktivitäten (Spulen) in die Fernkabel zu realisieren (Bespulte Leitung), nahm man auch in Deutschland diese Gedanken auf. Anlass war die Absicht, Schweden und Norwegen mit dem deutschen Fernsprechnetz zu verknüpfen. Karl Strecker regte Versuche an, die im Kabelwerk Rheydt durchgeführt wurden. Die Kupferdrähte wurden mit einem Band aus Eisen umwickelt. Die Versuche verliefen erfolgreich, deshalb wurde der Plan gefasst, das neue Skandinavien-Kabel nach diesem Prinzip zu bauen. Die dänische Postverwaltung beteiligte sich an weiteren Versuchen, die an der Universität Würzburg durchgeführt wurden. Carl Emil Krarup entwickelte dort die endgültige Konstruktionsform, bei der die Kabeladern mit einem dünnen Eisendraht bewickelt waren. 1903 wurde das nach Krarup benannte Kabel zwischen Fehmarn und Lolland ausgelegt, es erfüllte alle Erwartungen. Noch im selben Jahr wurde der Fernsprechverkehr mit Schweden und Norwegen aufgenommen.
Krarupkabel wurden auch später noch verwendet, am 4. März 1927 wurde ein solches als Transatlantik-Telefonkabel zwischen Emden und New York (via Horta/Azoren) in Betrieb genommen. Dieses und weitere Kabel verwendeten jedoch statt des Eisens das 1914 erfundene Mu-Metall, dass den Zweck aufgrund seiner viel höheren Permeabilität noch besser erfüllte.

## Vor- und Nachteile des Krarupkabels
Vorteile:
- Im Krarupkabel wirkte sich die Erhöhung der Leitungsinduktivität völlig gleichmäßig über die Leitungslänge aus.
- Das Krarupkabel hatte im Gegensatz zum Pupinkabel keine ausgeprägte Grenzfrequenz.
- Eine spätere Verlängerung oder Umverlegung stellte im Gegensatz zum Pupinkabel kein großes Problem dar.
- Das Kabel hatte (im Gegensatz zum Pupinkabel mit seinen Spulenkästen) einen homogenen mechanischen Aufbau. Das war bei der Verlegung als Seekabel besonders vorteilhaft.

Nachteile:
- Die zusätzliche Induktivität wurde bei der Kabelherstellung festgelegt und konnte nachträglich nicht mehr verändert werden.
- Es konnten nicht so hohe Induktivitätswerte wie beim Pupinkabel erreicht werden.

## Technischer Hintergrund
Bei der Signalübertragung über lange Leitungen erfolgt Impedanzanpassung an die Leitungsimpedanz, die sich nach folgender Formel berechnet:
{\displaystyle Z_{\mathrm {Ltg} }={\sqrt {\frac {R'+j\omega L'}{G'+j\omega C'}}}}
- {\displaystyle Z_{\mathrm {Ltg} }:} Leitungsimpedanz

Ersatzschaltbild einer Leitung

- {\displaystyle R':} Widerstandsbelag, Widerstand pro Länge
- {\displaystyle C':} Kapazitätsbelag
- {\displaystyle L':}  Induktivitätsbelag

- {\displaystyle G':} Ableitungsbelag
- {\displaystyle \omega :} Kreisfrequenz 2·π·f

Bei niedriger Frequenz, geringem Induktivitätsbelag und vernachlässigbaren Ableitungsbelag gilt:
{\displaystyle Z_{\mathrm {Ltg} }\approx {\sqrt {\frac {R'}{j\omega C'}}}}
Somit geht ein Großteil der zu übertragenden Signalenergie durch ohmsche Verluste im Widerstandsbelag verloren. Durch das  magnetische Material im Mantel der Leitung erhöht sich die Induktivität der Leitung und die im Magnetfeld gespeicherte Energie wird weitergetragen statt in Wärme umgewandelt. Daraus resultiert die Gleichung:
{\displaystyle Z_{\mathrm {Ltg} }\approx {\sqrt {\frac {L'}{C'}}}}
Vereinfacht gesprochen erhöht sich die Leitungsimpedanz. Für die gleiche Leistung ist mehr Spannung, aber weniger Strom erforderlich, womit die Verlustleistung sinkt.
{\displaystyle P'_{V}=I^{2}\cdot R'}